# Li Yueming
Li Yueming (em chinês:  李 月明; 24 de janeiro de 1968) é uma ex-jogadora de voleibol da China que competiu nos Jogos Olímpicos de 1988 e 1992.
Em 1988, ela fez parte da equipe chinesa que conquistou a medalha de bronze no torneio olímpico, no qual atuou em cinco partidas. Quatro anos depois, ela participou de dois jogos e finalizou na sétima colocação com o conjunto chinês no campeonato olímpico de 1992.